# Færders kommun
Færders kommun (norska: Færder kommune) är en kommun i Vestfold fylke i sydöstra Norge. Kommunen gränsar till Tønsbergs kommun i norr, Oslofjorden i öster, Skagerrak i söder och Tønsbergfjorden (Sandefjords kommun) i väster. Centralort är Borgheim (Tinghaug) som utgör en del av tätorten Tønsberg.

## Administrativ historik
Færders kommun bildades den 1 januari 2018 genom en sammanslagning av de tidigare kommunerna Nøtterøy och Tjøme.

### Vapen för tidigare kommuner inom den nuvarande kommunen

Nøtterøy kommun (1986–2017)
Tjøme kommun (1989–2017)

## Tätorter
I Færders kommun finns sex tätorter:
- Glomstein
- Hvasser
- Kjøpmannskjær (Kjøpmannsskjær)
- Tjøme
- Tønsberg (del av, omfattar centralorten Borgheim)
- Årøysund

## Socknar
Inom Norska kyrkan är Færders kommun indelad i fem socknar:
- Hvassers socken
- Nøtterøy socken
- Teie socken
- Tjøme socken
- Torøds socken

Socknarna ingår i Tønsbergs domprosteri i Tunsbergs stift.